# 三井ガーデンホテル六本木プレミア
三井ガーデンホテル六本木プレミア（みついガーデンホテルろっぽんぎプレミア、Mitsui Garden Hotel Roppongi Tokyo Premier）は、東京都港区六本木にあるホテル。三井ガーデンホテルの1つ。運営は三井不動産ホテルマネジメントである。

## 概要
三井ガーデンホテル六本木プレミアは、プレミアシリーズとして全国で6つ目の施設で、都内では4つ目の施設である。立地的には、東京メトロ日比谷線・都営大江戸線六本木駅、東京メトロ南北線六本木一丁目駅に至近で、交通上の利便性に優れている。周辺には、「東京ミッドタウン」や「六本木ヒルズ」といった大規模複合施設などがある。ホテルの平面的には、最上階にテラス席を備えたレストラン・バーを設け、東京タワーの眺望を楽しめる。客室内からは、六本木の夜景を楽しめるよう部屋面積に余裕を持たせ窓面の大きさも配慮がされている。

## 経緯
- 2018年（平成30年）2月20日 - ホテル着工
- 2019年（令和元年）11月30日 - ホテル竣工
- 2020年（令和2年）2月24日 - ホテルグランドオープン

## 建築概要
- 所在地 - 東京都港区六本木三丁目15番地17号
- 地域地区 - 商業地域・近隣商業地域、許容建蔽率80％、許容容積率600%・400%
- 敷地面積 - 1,861.43m2[2]
- 建築面積 - 999.00m2[2]
- 延面積 - 12,012.89m2[2]
- 構造 - 鉄骨造地上14階建
- 基礎工法 - 杭基礎（既成杭）[2]
- 建物高 - 56.8m（最高部57.55m）[2]
- 建築主 - 三井不動産株式会社 ホテル・リゾート本部
- 設計者 - 清水建設株式会社
  - 外観・外構・1階共用部デザイン監修 - 光井純 & アソシエーツ建築設計事務所 光井純[1]
  - 客室デザイン -  乃村工藝社 青野恵太[1]
  - レストランデザイン - GLAMOROUS co., ltd. 森田恭通[1]
  - テキスタイルデザイン - Studio Akane Moriyama 森山茜[1]
- 施工者 - 清水建設株式会社
- 工期 - 2018年（平成30年）2月20日～2019年（令和元年）11月30日[2]
- 店舗数 - 不詳
- 客室数 - 257室

## 主要施設
商業施設
14階 - レストラン・バー
13階 - 屋上テラス
宿泊施設
2階-12階 - 客室 257室
スポーツ施設
13階 - フィットネスジム

## アクセス
- 鉄道
  - 都営大江戸線 - 六本木駅 5番出口より徒歩約5分
  - 東京メトロ日比谷線 - 六本木駅 5番出口より徒歩約5分
  - 東京メトロ南北線 - 六本木一丁目駅より徒歩約7分
- タクシー・車
  - 首都高速 - 霞が関出入口より約2.3km